# Dëmina
Le isole Dëmina (in russo: Острова Дёмина; in giapponese: 春苅島 Hаrukari-to) sono un piccolo arcipelago di 13 fra isole, isolotti e scogli che fanno parte delle isole Chabomai e che appartengono a loro volta alla piccola catena delle isole Curili. Amministrativamente appartengono al Južno-Kuril'skij rajon dell'oblast' di Sachalin, nel circondario federale dell'Estremo Oriente.
Sono state così chiamate in onore di  Leonid Aleksandrovič Dëmin (Леонид Александрович Дёмин, 1897-1973), membro onorario della Società Geografica dell'URSS.

## Geografia
Le isole Dëmina hanno una superficie complessiva di 0,6 km² e un'altitudine massima di 34 m. L'isola maggiore, di forma triangolare, si trova al centro dell'arcipelago; raggiunge 1,5 km di lunghezza, mentre la larghezza varia da 0,25 a 0,75 km. L'arcipelago si trova 4 km ad est di Jurij e 5 km a sud di Zelënyj; fa parte del territorio della Riserva naturale delle Curili (Курильский государственный природный заповедник).